# Grievers
Grievers ist eine italienische Melodic-Death-Metal-Band aus Mailand, die 2008 gegründet wurde.

## Geschichte
Die Band wurde im Juni 2008 von den Gitarristen und Langzeitfreunden Roberto Palmiero und Matteo Giugno gegründet. Nachdem die Besetzung durch weitere Mitglieder vervollständigt worden war, wurde etwas später ein erstes Demo mit drei Liedern aufgenommen. Im selben Jahr kam der Bassist Luca Croci zur Besetzung. Nach ein paar Konzerten kam Michele Spallieri als neuer Sänger und Salvatore „Syra“ Siragusano als neuer Schlagzeuger zur Besetzung. Im Frühling 2009 wurde das Debütalbum Reflecting Evil aufgenommen, welches acht Lieder umfasst, und 2010 bei dem italienischen Label Punishment 18 Records veröffentlicht. 2011 trennte sich die Gruppe von Siragusano, woraufhin Valentino De Lucia als neuer Schlagzeuger hinzustieß. In ihrer Karriere hat die Band bisher unter anderem zusammen mit Impaled Nazarene, Alestorm, Gama Bomb und Skitzo gespielt.

## Stil
Youthanazia von stormbringer.at schrieb in seiner Rezension zum Album, dass hierauf moderner und technisch niveauvoller Melodic Metal enthalten ist, der sich gelegentlich am Thrash Metal sowie Metalcore bediene. Auf dem Album würden sich „harte Uptempo-Leads […] mit melodischen Midtempo-Refrains und wirklich beeindruckenden Soli“ paaren, während man auf den Einsatz von Keyboards verzichte. Vor allem das Spiel der E-Gitarren sei charakteristisch. Der Gesang bestehe fast nur aus Growling und setze nur gelegentlich ein paar hohe Screams ein. Meaningless von metalglory.de ordnete die Band ebenfalls dem Melodic Death Metal zu, wobei auch ihm das Fehlen der Keyboards auffiel. In den Songs verarbeitete die Band auch Einflüsse aus dem Thrash Metal. Manche Melodien erinnerten ihn fast an eine Power-Metal-Band, während der Rest eher wie Altar anmute. Auch der Gesang klinge stark wie der von Altar. Insgesamt gebe es Death Metal, der auf Groove und Melodien setze und keine Blastbeats oder „Fingerbrecher-Riffs“ verwende.

## Diskografie
- 2010: Reflecting Evil (Album, Punishment 18 Records)